# Завоня (Мазовецьке воєводство)
Завоня (пол. Zawonia) — село в Польщі, у гміні Хлевіська Шидловецького повіту Мазовецького воєводства.
Населення — 86 осіб (2011).
У 1975-1998 роках село належало до Радомського воєводства.

## Демографія
Демографічна структура станом на 31 березня 2011 року:
|          | Загалом | Допрацездатний вік | Працездатний вік | Постпрацездатний вік |
| -------- | ------- | ------------------ | ---------------- | -------------------- |
| Чоловіки | 43      | 9                  | 25               | 9                    |
| Жінки    | 43      | 7                  | 21               | 15                   |
| Разом    | 86      | 16                 | 46               | 24                   |